# Svarttjärnen (Burträsks socken, Västerbotten, 718515-168134)
Svarttjärnen är en sjö i Skellefteå kommun i Västerbotten och ingår i Rickleåns huvudavrinningsområde.